# 13 assassini
13 assassini (十三人の刺客?, Jûsan-nin no shikaku) è un film del 2010 diretto da Takashi Miike, remake del film omonimo del 1963 diretto da Eiichi Kudo.

## Trama
Shinzaemon Shimada è un nobile samurai che riceve l'ordine di uccidere Naritsugu, lo spietato fratello minore dell'attuale Shogun. Assieme ad altri guerrieri il samurai organizza una trappola per catturare il ricco feudatario. Naritsugu è protetto da un temibile esercito comandato da Hanbei, che si scoprirà essere un grande nemico di Shimada. Costui assieme ai suoi samurai si troverà ad affrontare una complicata missione suicida, servendosi di svariate trappole e contando sulle incredibili capacità dei suoi uomini per contrastare un'armata immensamente superiore alla sua.

## I tredici assassini
- Shimada Shinzaemon (Kōji Yakusho) – Il leader del gruppo, samurai insignito in passato del titolo di vassallo dello shōgun che viene incaricato di guidare la missione.
- Kuranaga Saheita (Hiroki Matsukata) – Comandante in seconda. Un altro samurai veterano, che induce i suoi migliori allievi ad unirsi al gruppo.
- Shimada Shinrokurō (Takayuki Yamada) – Nipote di Shinzaemon. Un samurai che si è allontanato dalla via maestra, giocatore d'azzardo e donnaiolo. Si unisce alla missione per redimersi.
- Ishiduka Rihei (Kazuki Namioka) – Un abile e coraggioso assassino.
- Hirayama Kujūrō (Tsuyoshi Ihara) – Un abilissimo ronin, che è stato allenato da Shinzaemon. Un samurai con capacità e abilità senza eguali.
- Mitsuhashi Gunjirō (Ikki Sawamura) – Un altro samurai del dojo di Kuranaga, viene incaricato di corrompere il sindaco della cittadina. È colui il quale inizia l'attività di preparazione, finalizzata a fortificare la città.
- Ōtake Mosuke (Seiji Rokkaku) – Samurai dal volto paffuto con un atteggiamento gioviale.
- Hioki Yasokichi (Sōsuke Takaoka) – Un assassino proveniente dal dojo di Kuranaga, altamente qualificato.
- Higuchi Gennai (Yūma Ishigaki) – Compagno di distruzione di Horii, un samurai duro e abile.
- Horii Yahachi (Kōen Kondō) – Un samurai abile del dojo di Kuranaga, che insieme ad Higuchi si occupa di preparare e sistemare gli esplosivi.
- Sahara Heizō (Arata Furuta) – Un vecchio ronin, segnato dalle battaglie e indurito. Preferisce utilizzare la lancia al posto della spada.
- Ogura Shōujirō (Masataka Kubota) – Un giovanissimo samurai, che non ha mai preso parte ad una battaglia, ma con una instancabile devozione e abilità nello scontro.
- Kiga Koyata (Yūsuke Iseya) – Un cacciatore che afferma di essere un discendente diretto dei samurai. Viene trovato sospeso in una gabbia nella foresta, punizione inflittagli per aver osato avvicinarsi alla moglie del suo capo. Aiuta gli "assassini" a trovare una via per Ochiai, si unisce a loro in seguito nella lotta contro i samurai nemici. Anche lui cade sotto i colpi dei nemici, ma nelle scene finali riapparirà indenne. Koyata infatti non è umano, bensì uno yōkai, un essere sovrannaturale, e pertanto è immortale e invulnerabile. Questo aspetto del personaggio è stato confermato dal regista durante un'intervista.

## Distribuzione
È stato presentato il 3 settembre 2010 in concorso alla 67ª Mostra internazionale d'arte cinematografica di Venezia.

## Riconoscimenti
- National Board of Review Awards 2011
  - Migliori film stranieri